# Sulla stessa onda
Sulla stessa onda è un film del 2021 diretto da Massimiliano Camaiti, al suo debutto alla regia.

## Trama
Una coppia di adolescenti si innamora durante un corso estivo in vela in Sicilia. Sara, ragazza talentuosa con un grande futuro avanti, mentre Lorenzo, il futuro ragazzo di Sara, dovrà aspettarsi una cruda verità: la malattia di quest'ultima.

## Produzione
Il film è stato annunciato l'8 ottobre 2019, il giorno in cui Mediaset e Netflix hanno stretto un accordo sulla produzione di cinque film italiani.

### Riprese
Le riprese del film, durate sei settimane, si sono svolte in Sicilia, tra San Vito lo Capo ( Monte Cofano) e Palermo (centro storico, La Cala, zona portuale).

## Promozione
Il trailer è stato pubblicato il 24 febbraio 2021.

## Distribuzione
Il film è uscito sulla piattaforma di streaming Netflix il 25 marzo 2021.